# Olympische Sommerspiele 2024/Teilnehmer (Puerto Rico)
| Gelbes Symbol für Goldmedaillen mit stilisierten Olympischen Ringen | Graues Symbol für Silbermedaillen mit stilisierten Olympischen Ringen | Braundes Symbol für Bronzemedaillen mit stilisierten Olympischen Ringen |
| ------------------------------------------------------------------- | --------------------------------------------------------------------- | ----------------------------------------------------------------------- |
| —                                                                   | —                                                                     | 2                                                                       |

Puerto Rico nahm an den Olympischen Spielen 2024 vom 26. Juli bis zum 11. August 2024 in Paris teil. Es war die insgesamt 20. Teilnahme an Olympischen Sommerspielen.

## Teilnehmer nach Sportarten

### Basketball

#### Basketball
Nach 2021 konnten sich die puerto-ricanischen Frauen zum zweiten Mal für die Olympischen Spiele qualifizieren. Beim Qualifikationsturnier in Xi’an reichte ein dritter Platz für die Qualifikation, da Frankreich als Gastgeber bereits qualifiziert war. Die puerto-ricanischen Männer qualifizierten sich durch den Sieg im Qualifikationsturnier im heimischen San Juan.
| Wettbewerb    | Frauen | Männer |
| ------------- | --- | --- |
| Athleten      | Pamela Rosado Tayra Melendez Mya Hollingshed Jacqueline Benitez India Pagan Brianna Jones Sofia Roma Arella Guirantes Mariah Perez Isalys Quinones Ali Gibson Trinity San Antonio | Arnaldo Toro Isaiah Pineiro Christopher Ortiz George Conditt IV Gian Clavell Stephen Thompson Jr. Jordan Howard Tremont Waters Ismael Romero Aleem Ford Davon Reed Jose Alvarado |
| Trainer       | Gerardo Batista | Nelson Colón |
| Gruppenphase  | Serbien (55–58) Spanien (62–63) China (58–80) | Südsudan (79–90) Serbien (66–107) Vereinigte Staaten (83–104) |
| Viertelfinale | ausgeschieden | ausgeschieden |
| Halbfinale    | ausgeschieden | ausgeschieden |
| Finale        | ausgeschieden | ausgeschieden |
| Rang          | 10. Platz | 12. Platz |

### Bogenschießen
Erstmals seit den Spielen 1996 war Puerto Rico wieder im Bogenschießen vertreten. Bei den Panamerikanischen Spielen 2023 konnte ein Quotenplatz im Einzel der Frauen erreicht werden.
| Athleten       | Wettbewerb | Qualifikation | Qualifikation | 1. Runde  | 1. Runde | 2. Runde      | 2. Runde      | Achtelfinale  | Achtelfinale  | Viertelfinale | Viertelfinale | Halbfinale    | Halbfinale    | Finale / Platz 3 | Finale / Platz 3 | Rang |
| Athleten       | Wettbewerb | Ringe         | Rang          | Gegner    | Ergebnis | Gegner        | Ergebnis      | Gegner        | Ergebnis      | Gegner        | Ergebnis      | Gegner        | Ergebnis      | Gegner           | Ergebnis         | Rang |
| -------------- | ---------- | ------------- | ------------- | --------- | -------- | ------------- | ------------- | ------------- | ------------- | ------------- | ------------- | ------------- | ------------- | ---------------- | ---------------- | ---- |
| Frauen         |            |               |               |           |          |               |               |               |               |               |               |               |               |                  |                  |      |
| Alondra Rivera | Einzel     | 547           | 64            | Lim S.-h. | 0:6      | ausgeschieden | ausgeschieden | ausgeschieden | ausgeschieden | ausgeschieden | ausgeschieden | ausgeschieden | ausgeschieden | ausgeschieden    | ausgeschieden    | 33   |

### Boxen
Bei den Panamerikanischen Spielen 2023 konnte sich Ashleyann Lozada für die Olympischen Spiele qualifizieren. Juanma López de Jesus erreichte seinen Startplatz bei ersten von zwei internationalen Qualifikationsturnieren.
| Athleten              | Wettbewerb       | 1. Runde | 1. Runde | Achtelfinale  | Achtelfinale | Viertelfinale | Viertelfinale | Halbfinale    | Halbfinale    | Finale        | Finale        | Rang |
| Athleten              | Wettbewerb       | Gegner   | Ergebnis | Gegner        | Ergebnis     | Gegner        | Ergebnis      | Gegner        | Ergebnis      | Gegner        | Ergebnis      | Rang |
| --------------------- | ---------------- | -------- | -------- | ------------- | ------------ | ------------- | ------------- | ------------- | ------------- | ------------- | ------------- | ---- |
| Frauen                |                  |          |          |               |              |               |               |               |               |               |               |      |
| Ashleyann Lozada      | Klasse bis 57 kg | —        | —        | K. Ibragimowa | 5:0          | J. Szeremeta  | 0:5           | ausgeschieden | ausgeschieden | ausgeschieden | ausgeschieden | 5    |
| Männer                |                  |          |          |               |              |               |               |               |               |               |               |      |
| Juanma López de Jesus | Klasse bis 51 kg | —        | —        | H. Doʻsmatov  | 0:5          | ausgeschieden | ausgeschieden | ausgeschieden | ausgeschieden | ausgeschieden | ausgeschieden | 9    |

### Golf
Über das Olympic Golf Ranking der IGF qualifizierte sich ein puerto-ricanischer Golfer für die Olympischen Spiele.
| Athleten      | Runde 1 | Runde 2 | Runde 3 | Runde 4 | Gesamt | Par | Rang |
| ------------- | ------- | ------- | ------- | ------- | ------ | --- | ---- |
| Männer        |         |         |         |         |        |     |      |
| Rafael Campos | 73      | 70      | 70      | 67      | 280    | −4  | 30   |

### Judo
Über die IJF-Weltrangliste konnten sich zwei puerto-ricanische Judokas qualifizieren.
| Athleten      | Wettbewerb       | 1. Runde   | 1. Runde | 2. Runde        | 2. Runde      | Achtelfinale        | Achtelfinale  | Viertelfinale | Viertelfinale | Halbfinale / Trostrunde | Halbfinale / Trostrunde | Finale / Platz 3 | Finale / Platz 3 | Rang |
| Athleten      | Wettbewerb       | Gegner     | Ergebnis | Gegner          | Ergebnis      | Gegner              | Ergebnis      | Gegner        | Ergebnis      | Gegner                  | Ergebnis                | Gegner           | Ergebnis         | Rang |
| ------------- | ---------------- | ---------- | -------- | --------------- | ------------- | ------------------- | ------------- | ------------- | ------------- | ----------------------- | ----------------------- | ---------------- | ---------------- | ---- |
| Frauen        |                  |            |          |                 |               |                     |               |               |               |                         |                         |                  |                  |      |
| María Pérez   | Klasse bis 70 kg | G. Willems | 0:10     | ausgeschieden   | ausgeschieden | ausgeschieden       | ausgeschieden | ausgeschieden | ausgeschieden | ausgeschieden           | ausgeschieden           | ausgeschieden    | ausgeschieden    | 17   |
| Männer        |                  |            |          |                 |               |                     |               |               |               |                         |                         |                  |                  |      |
| Adrián Gandía | Klasse bis 81 kg | Freilos    | Freilos  | N. Tatalashvili | 11s1:0        | F. Gauthier-Drapeau | 0s1:10        | ausgeschieden | ausgeschieden | ausgeschieden           | ausgeschieden           | ausgeschieden    | ausgeschieden    | 9    |

### Leichtathletik
Die Olympianormen des Weltverbandes konnten zwei Athleten erreichen, darunter auch Jasmine Camacho-Quinn, die über die 100 m Hürden 2021 auch Olympiasiegerin wurde.
Laufen und Gehen
| Athleten              | Wettbewerb   | Vorlauf | Vorlauf | Hoffnungslauf | Hoffnungslauf | Halbfinale    | Halbfinale    | Finale        | Finale        | Rang          |
| Athleten              | Wettbewerb   | Zeit    | Rang    | Zeit          | Rang          | Zeit          | Rang          | Zeit          | Rang          | Rang          |
| --------------------- | ------------ | ------- | ------- | ------------- | ------------- | ------------- | ------------- | ------------- | ------------- | ------------- |
| Frauen                |              |         |         |               |               |               |               |               |               |               |
| Gladymar Torres       | 100 m        | 11,12 s | 5       | —             | —             | 11,33 s       | 6             | ausgeschieden | ausgeschieden | ausgeschieden |
| Gabby Scott           | 400 m        | 50,74 s | 4       | 50,52 s       | 1             | 51,22 s       | 7             | ausgeschieden | ausgeschieden | ausgeschieden |
| Jasmine Camacho-Quinn | 100 m Hürden | 12,42 s | 1       | ―             | ―             | 12,35         | 1             | 12,36 s       | 3             | Bronze        |
| Grace Claxton         | 400 m Hürden | 56,29 s | 6       | 55,94 s       | 4             | ausgeschieden | ausgeschieden | ausgeschieden | ausgeschieden | ausgeschieden |
| Rachelle de Orbeta    | 20 km Gehen  | —       | —       | —             | —             | —             | —             | 1:33:33 h     | 29            | 29            |

Springen und Werfen
| Athleten    | Wettbewerb | Qualifikation | Qualifikation | Finale        | Finale        | Rang |
| Athleten    | Wettbewerb | Weite/Höhe    | Rang          | Weite/Höhe    | Rang          | Rang |
| ----------- | ---------- | ------------- | ------------- | ------------- | ------------- | ---- |
| Männer      |            |               |               |               |               |      |
| Luis Castro | Hochsprung | 2,20 m        | 15            | ausgeschieden | ausgeschieden | 15   |
| Jerome Vega | Hammerwurf | 71,61 m       | 26            | ausgeschieden | ausgeschieden | 26   |

Mehrkampf
| Athleten            | 100 m   | 100 m | Weitsprung | Weitsprung | Kugelstoßen | Kugelstoßen | Hochsprung | Hochsprung | 400 m   | 400 m | 110 m Hürden | 110 m Hürden | Diskuswurf | Diskuswurf | Stabhochsprung | Stabhochsprung | Speerwurf | Speerwurf | 1500 m      | 1500 m | Punkte | Rang |
| Athleten            | Zeit    | Pkte. | Weite      | Pkte.      | Weite       | Pkte.       | Höhe       | Pkte.      | Zeit    | Pkte. | Zeit         | Pkte.        | Weite      | Pkte.      | Höhe           | Pkte.          | Weite     | Pkte.     | Zeit        | Pkte.  | Punkte | Rang |
| ------------------- | ------- | ----- | ---------- | ---------- | ----------- | ----------- | ---------- | ---------- | ------- | ----- | ------------ | ------------ | ---------- | ---------- | -------------- | -------------- | --------- | --------- | ----------- | ------ | ------ | ---- |
| Zehnkampf           |         |       |            |            |             |             |            |            |         |       |              |              |            |            |                |                |           |           |             |        |        |      |
| Ayden Owens-Delerme | 10,35 s | 101   | 7,66 m     | 975        | 15,17 m     | 800         | 2,02 m     | 822        | 46,17 s | 1000  | 14,09 s      | 963          | 43,36 m    | 733        | 4,80 m         | 849            | 51,17 m   | 606       | 4:40,39 min | 678    | 8437   | 9    |

### Ringen
Bei den Weltmeisterschaften 2023 konnte Puerto Rico einen ersten Quotenplatz für die Olympischen Spiele erreichen. Beim amerikanischen Qualifikationsturnier Anfang März 2024 in Acapulco konnten drei weitere Startplätze für Paris gesichert werden.

#### Freier Stil
Legende: G = Gewonnen, V = Verloren, S = Schultersieg
| Athleten         | Wettbewerb        | Achtelfinale | Achtelfinale | Viertelfinale | Viertelfinale | Halbfinale    | Halbfinale    | Hoffnungsrunde Halbfinale | Hoffnungsrunde Halbfinale | Hoffnungsrunde Finale | Hoffnungsrunde Finale | Finale        | Finale        | Rang   |
| Athleten         | Wettbewerb        | Gegner       | Ergebnis     | Gegner        | Ergebnis      | Gegner        | Ergebnis      | Gegner                    | Ergebnis                  | Gegner                | Ergebnis              | Gegner        | Ergebnis      | Rang   |
| ---------------- | ----------------- | ------------ | ------------ | ------------- | ------------- | ------------- | ------------- | ------------------------- | ------------------------- | --------------------- | --------------------- | ------------- | ------------- | ------ |
| Männer           |                   |              |              |               |               |               |               |                           |                           |                       |                       |               |               |        |
| Darian Cruz      | Klasse bis 57 kg  | G. Mohamed   | G 4:1        | R. Higuchi    | V 2:12        | ausgeschieden | ausgeschieden | A. Sarlak                 | G w.o.                    | A. Sehrawat           | V 5:13                | ausgeschieden | ausgeschieden | 5      |
| Sebastian Rivera | Klasse bis 65 kg  | G. Okorokov  | G 12:2       | K. Kiyooka    | V 6:8         | ausgeschieden | ausgeschieden | M. Saculțan               | G 15:4                    | T.-O. Tulga           | G 10:9                | ausgeschieden | ausgeschieden | Bronze |
| Ethan Ramos      | Klasse bis 86 kg  | D. Kurugliev | V 0:11       | ausgeschieden | ausgeschieden | ausgeschieden | ausgeschieden | ausgeschieden             | ausgeschieden             | ausgeschieden         | ausgeschieden         | ausgeschieden | ausgeschieden | 15     |
| Jonovan Smith    | Klasse bis 125 kg | T. Akgül     | V 0:10       | ausgeschieden | ausgeschieden | ausgeschieden | ausgeschieden | ausgeschieden             | ausgeschieden             | ausgeschieden         | ausgeschieden         | ausgeschieden | ausgeschieden | 14     |

### Schießen
| Athleten        | Wettbewerb                                 | Qualifikation   | Qualifikation | Finale          | Finale        |
| Athleten        | Wettbewerb                                 | Ringe/ Scheiben | Rang          | Ringe/ Scheiben | Rang          |
| --------------- | ------------------------------------------ | --------------- | ------------- | --------------- | ------------- |
| Frauen          |                                            |                 |               |                 |               |
| Yarimar Mercado | 50 m Kleinkalibergewehr Dreistellungskampf | 578             | 26            | ausgeschieden   | ausgeschieden |
| Yarimar Mercado | 10 m Luftgewehr                            | 622,0           | 39            | ausgeschieden   | ausgeschieden |

### Schwimmen
| Athleten       | Wettbewerb   | Vorlauf     | Vorlauf | Halbfinale    | Halbfinale    | Finale        | Finale        | Rang |
| Athleten       | Wettbewerb   | Zeit        | Rang    | Zeit          | Rang          | Zeit          | Rang          | Rang |
| -------------- | ------------ | ----------- | ------- | ------------- | ------------- | ------------- | ------------- | ---- |
| Frauen         |              |             |         |               |               |               |               |      |
| Kristen Romano | 200 m Lagen  | 2:13,32 min | 21      | ausgeschieden | ausgeschieden | ausgeschieden | ausgeschieden | 21   |
| Männer         |              |             |         |               |               |               |               |      |
| Yeziel Morales | 100 m Rücken | 55,76 s     | 39      | ausgeschieden | ausgeschieden | ausgeschieden | ausgeschieden | 39   |
| Yeziel Morales | 200 m Rücken | 2:00,60 min | 26      | ausgeschieden | ausgeschieden | ausgeschieden | ausgeschieden | 26   |

### Segeln
Bei den Panamerikanischen Spielen 2023 konnte ein Startplatz im Laser der Männer erreicht werden.
| Athleten        | Wettbewerb | Qualifikation | Qualifikation | Medal Race    | Medal Race    | Punkte | Rang |
| Athleten        | Wettbewerb | Punkte        | Rang          | Punkte        | Rang          | Punkte | Rang |
| --------------- | ---------- | ------------- | ------------- | ------------- | ------------- | ------ | ---- |
| Männer          |            |               |               |               |               |        |      |
| Pedro Fernández | Laser      | 187           | 34            | ausgeschieden | ausgeschieden | 187    | 34   |

### Skateboard
Über die olympische Qualifikationsrangliste konnte sich mit Steven Piñeiro ein puerto-ricanischer Skateboarder im Parkwettbewerb für Paris qualifizieren.
| Athleten       | Wettbewerb | Qualifikation | Qualifikation | Finale        | Finale        | Rang |
| Athleten       | Wettbewerb | Punkte        | Rang          | Punkte        | Rang          | Rang |
| -------------- | ---------- | ------------- | ------------- | ------------- | ------------- | ---- |
| Männer         |            |               |               |               |               |      |
| Steven Piñeiro | Park       | 81,54         | 14            | ausgeschieden | ausgeschieden | 14   |

### Tischtennis
Als beste amerikanische Spielerin der Weltrangliste, die noch nicht qualifiziert war, erhielt Adriana Díaz einen Startplatz im Fraueneinzel. Zudem qualifizierten sich zwei Männer für den Einzelwettbewerb über die ITTF-Weltrangliste.
| Athleten        | Wettbewerb | 1. Runde | 1. Runde | 2. Runde     | 2. Runde | 3. Runde      | 3. Runde      | Achtelfinale  | Achtelfinale  | Viertelfinale | Viertelfinale | Halbfinale    | Halbfinale    | Finale / Platz 3 | Finale / Platz 3 | Rang |
| Athleten        | Wettbewerb | Gegner   | Erg.     | Gegner       | Erg.     | Gegner        | Erg.          | Gegner        | Erg.          | Gegner        | Erg.          | Gegner        | Erg.          | Gegner           | Erg.             | Rang |
| --------------- | ---------- | -------- | -------- | ------------ | -------- | ------------- | ------------- | ------------- | ------------- | ------------- | ------------- | ------------- | ------------- | ---------------- | ---------------- | ---- |
| Frauen          |            |          |          |              |          |               |               |               |               |               |               |               |               |                  |                  |      |
| Adriana Díaz    | Einzel     | Freilos  | Freilos  | I. Lupulesku | 4:0      | A. Wang       | 4:2           | Pyon S.-g.    | 3:4           | ausgeschieden | ausgeschieden | ausgeschieden | ausgeschieden | ausgeschieden    | ausgeschieden    | 9    |
| Männer          |            |          |          |              |          |               |               |               |               |               |               |               |               |                  |                  |      |
| Brian Afanador  | Einzel     | Freilos  | Freilos  | Lin Y.-j.    | 1:4      | ausgeschieden | ausgeschieden | ausgeschieden | ausgeschieden | ausgeschieden | ausgeschieden | ausgeschieden | ausgeschieden | ausgeschieden    | ausgeschieden    | 33   |
| Daniel González | Einzel     | Freilos  | Freilos  | Jang W.-j.   | 1:4      | ausgeschieden | ausgeschieden | ausgeschieden | ausgeschieden | ausgeschieden | ausgeschieden | ausgeschieden | ausgeschieden | ausgeschieden    | ausgeschieden    | 33   |

### Wasserspringen
Durch die Neuverteilung ungenutzter Quotenplätze erhielt Maycey Vieta einen Startplatz für das Turmspringen der Frauen.
| Athleten     | Wettbewerb        | Vorkampf | Vorkampf | Halbfinale    | Halbfinale    | Finale        | Finale        | Rang |
| Athleten     | Wettbewerb        | Punkte   | Rang     | Punkte        | Rang          | Punkte        | Rang          | Rang |
| ------------ | ----------------- | -------- | -------- | ------------- | ------------- | ------------- | ------------- | ---- |
| Frauen       |                   |          |          |               |               |               |               |      |
| Maycey Vieta | Turmspringen 10 m | 253,90   | 24       | ausgeschieden | ausgeschieden | ausgeschieden | ausgeschieden | 24   |